# Ісламські ігри солідарності
Ісламські гри солідарності (араб. ألعاب التضامن الإسلامي) — міжнародні змагання спортсменів із країн Організації Ісламська конференція.

## Історія
I ігри проходили у 2005 році в Саудівській Аравії.
II гри мали пройти в квітні[уточнити] 2009 року в Ірані, але були перенесені на 2010 рік[джерело?], а потім скасовані через розбіжності між Іраном і арабськими країнами з питання назви Перської (Арабської) затоки[джерело?].
III ігри відбулися у вересні 2013 року в індонезійському місті Палембанг.
IV ігри пройшли в травні 2017 року в столиці Азербайджану місті Баку.
V ігри заплановано на 2021 році у Стамбулі, Туреччина[джерело?].